# Тихон Луховской
Тихон Луховской, Костромской (Тихон Лухский; в миру Тимофей; первая половина XV века, Великое княжество Литовское — 16 (29) июня 1503 года, Тихонова пустынь, Русское государство) — православный монах, подвижник, нестяжатель, основатель Николо-Тихонова монастыря (совр. село Тимирязево Ивановской области).
В 1570 году канонизирован в лике преподобных. Почитается как чудотворец. До XIX века его почитание было распространено на обширной территории в Верхнем Поволжье — от Кажирова (совр. Костромской области) и окрестностей Ветлуги (совр. Нижегородской области) до сёл совр. Заволжского района, Вичуги, окрестностей Луха (совр. Ивановской области) и окрестностей Нерехты (совр. Костромской области) — в местах, где Тихон побывал в своих странствиях.
Считается покровителем окрестных земель.

## Жизнеописание

### Мирская жизнь
Тимофей (мирское имя Тихона) родился в первой половине XV века в семье благочестивых родителей. «Тихон был родом из Малой России, из Литовских пределов» — писал Димитрий Ростовский («Книга житий святых»). «Ни литвин, ни поляк, — а родом был из Малороссии» или из тех областей, которые в те времена были в подданстве Великого княжества Литовского. Будучи людьми состоятельными, родители дали своему сыну хорошее образование, воспитали его в духе православной нравственности. Достоверные сведения относятся к зрелому возрасту Тимофея, когда он проживал в Вильно, избрав для себя военную службу. Уже тогда он выделялся на фоне других «ратных людей, как человек письменный, начитанный, не чуждый художественного призвания».
В 1483 году Тимофей уехал в Москву вместе с бежавшим туда православным князем Фёдором Бельским, правнуком князя Ольгерда, участником неудавшегося заговора против великого князя Литовского Казимира IV. Как говорит Житие, Тимофей «возненавиде нестоятелный народ литовскаго вертения, понеже мнози от них укланяхуся в латыньство и во иныя различния ереси, и того ради отвержеся отечества своего и прииде вкупе со князем Феодором». Вероятно, речь идёт о непризнании Флорентийской унии. По словам Димитрия Ростовского, «Не перенося насилий со стороны латинян, он переселился в царствующий город Москву и стал проводить здесь благочестивую жизнь». Там Тимофей «церковному благочинию дивляшеся» (Житие). Он раздал своё имущество бедным и отправился по иноческим обителям.

### Постриг и странствия
Затем он поступил на послушание в монастырь, предположительно один из московских монастырей, и как «муж зрелаго возраста и умудренный учением» вскоре был удостоен иноческого пострижения, получив имя Тихон. «Но жизнь в миру и самые трудные монастырские послушания казались ему недостаточными для спасения души», — писал исследователь его жития Пётр Илинский, — и Тихон отправился в северо-восточные области Московского княжества, в костромские земли. По мнению Илинского, поводом к удалению Тихона из Москвы в костромской край могло послужить то обстоятельство, что в это время князь Бельский был подвергнут опале и заточён в Галиче.
Долгое время Тихон странствовал по костромским землям, и везде, где бы он ни останавливался для уединения, к нему приходили люди за наставлениями и благословениями. Не желая нарушить обет уединения и безмолвия, он шёл всё дальше. Тихон был отшельником, он бежал от мира, но мир настигал его. Тогда он смиренно говорил: «Отступитесь от меня, да не соблазнитеся, понеже сам я вельми грешен есть». Его влияние распространялось не путём наставлений и увещеваний, а благодаря примеру его подвижнической жизни.
Согласно Ветлужским летописям, «Тихон проходил через Шангу с проповедью о покорности боярину Галичскому Михаилу Мстиславскому и князю Московскому», был в Кажирове и в Никола-Быстрых, в Пышугской и Заводской волостях, где впоследствии ему было установлено ежегодное празднование. Существуют многочисленные народные предания и легенды о пребывании и деяниях Тихона в тех или иных местах, сохранявшиеся, по крайней мере, до середины XIX века. В одном из докладов Илинского подробно описано празднование Тихонова дня в селе Михайловицы Ветлужского уезда. Запись произведена со слов местного священника Копицинского. В этих местах бытовало предание о пребывании здесь Тихона и об избавлении им местного населения от змей. До настоящего времени существуют источники родниковой воды, по преданию найденные и расчищенные Тихоном: в Заволжском районе в сёлах Измайлове и Новлянском (Тихонов овраг), в Вичугском — в окрестностях Семигорья и Борщевки и в городе Родниках. В книге «Упраздненные монастыри Костромской епархии» описана «Космодемьянская пустыня» близ Середы Упиной Нерехтского уезда: «около 1852 года здесь была еще цела очень ветхая церковка, народ называет ее церковью преп. Тихона Лухского, который по преданию ее и устроил. Сохранилось также предание, что в Тихонов день каждогодно тут совершали литургию священники села Иванцево». По сведениям книги «Церкви Костромской епархии» (СПб., 1909), в селе Макаровском Юрьевецкого уезда в XIX веке имелась «деревянная исправленная в 1858 году церковь во имя преподобного Тихона Лухского». В храмах села Космодемьянского Заволжского района и села Михайловского Родниковского района существовали престолы в честь преподобного.

### Обитель близ Луха

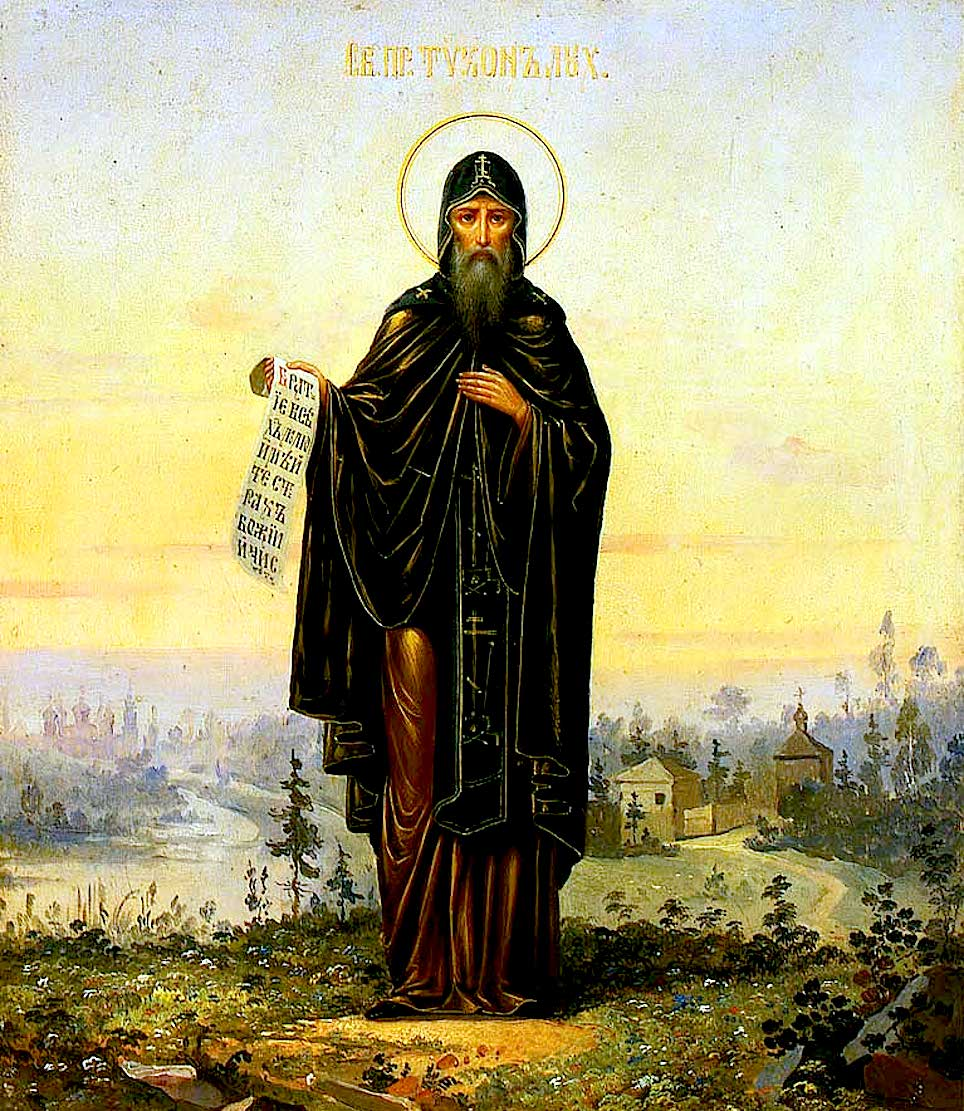
Палехская икона, начало XX века

Около 1493 года Тихон с разрешения местного землевладельца поселился в местечке Копытове, «что на три поприща от Луха», где поставил келью. Это место Житие описывает как непригодное для земледелия: «И зело бяше нужно место то, бе бо бор велий и отнюд непотребно, понеже песок безмерен бяше ту, а на друзей стране реки места непроходимая и болота велия, и к земледельству отнюд неудобно». Тихон избегал общения с местным населением и проводил время в молитвенных бдениях и трудах. Он возделывал маленький участок скудной земли и вырезал различные деревянные изделия («рукоделие токоренное»), в том числе посуду. Свои работы он «полагал при дороге, и здесь же вместо них крестьяне покупали для него хлеб». Даровых приношений Тихон не касался. Напротив нынешнего монастыря, на другом берегу реки Луха, на месте первой кельи Тихона существовал «изрытый преподобным колодезь».
Несмотря на стремление Тихона к уединению, к нему в пустынь пришли два инока, Фотий и Герасим, и подвижник ради них перешёл за три версты от Копытова, на более удобное место. Учениками Тихона были также Фаддей и Филарет. Названные ученики были прославлены в лике преподобных. Их имена сохранились в древнем синодике Тихоновой пустыни и на древней иконе преподобного Тихона. Подвижники добывали пропитание своим трудом. Вокруг Тихона постепенно собралось несколько иноков и образовался скит. Всё время своего жития под Лухом Тихон страдал от тяжёлой болезни: «И в болезни велицей сыи от прогрызныя лютости, но ни во дни, ни в нощи никогда же не преста от молитвы и коленных преклянии. Его же беду сию страшно бяше видети, нозе бо бяху ему развращенне, занеже лоно и со истоком водным толико распухло бяше, яко же от единаго мала пошествия в таковых болезнех случающимся умирати» (Житие).
К 1498 году князь Фёдор Бельский был освобождён и становится владельцем местных земель (Лух, Вичуга, Кинешма и Чихачев со смежными селениями). В духовном завещании великого князя московского Ивана III говорится, что эти земли были отданы Бельскому великим князем в приданое своей племяннице Анне Васильевне — дочери его сестры княгини Анны Рязанской (тоже Анны Васильевны). Вероятно, прежняя дружба воина Тимофея и князя Бельского, а также слава в народе о подвигах Тихона сыграли решающую роль в том, что князь подарил братии небольшой участок вблизи Копытова на слиянии рек Луха и Возополи. Здесь Тихон «устроил скит, собрал много учеников и богоугодно стал подвизаться в посте и воздержании» — писал Димитрий Ростовский. Так получил начало будущий Николо-Тихонов монастырь. Первой его постройкой на этой земле стала маленькая деревянная церковь во имя Николая Чудотворца (монастырь первоначально назывался Николаевским).
Тихон отказался быть настоятелем, предпочитая до самой смерти оставаться простым рясофорным монахом. По словам Димитрия Ростовского, он не принял священнического сана. Тихон отказывался и от духовного окормления монахов и мирян: «Он же, бегая от них, и не беседоваше с ними ничто же развее единаго словеси его, еже „Отступите от мне, да не соблазнитеся, понеже муж грешен есмь“» (Житие), в то время как окормление духовных чад считалось важнейшей вехой биографии преподобного. Однако он по-прежнему оставался духовным наставником братии. «Нищета и труд — прямой путь к спасению», — говорил Тихон, и этот завет стал главным для обители на долгие годы. Собственность у монастыря появляется лишь в 70-х годах XVI века.
Едва передвигавший ноги старец, жалея своих учеников и животных, сам впрягался в ярмо: «Утешения же ради ученик своих сый муж словесен, безсловесных естеством подражая, и впрязашеся сам в ярмо оралное, и повелевая учеником своим управляти орало на себе, добре земли бразды делати» (Житие). Опасаясь славы, Тихон стремился сохранить своё поджижничество в тайне от местных жителей: «егда ощушаше како подзиратаев трудов своих пустынных, и, аще и нужно дело подлежимое, и та вся поверг и со ученики своими отбегаше, и скрыяся от человек» (Житие).

### Преставление
Согласно Димитрию Ростовскому, «Узнав заранее о своем отшествии к Богу и наставив учеников своих во всем, что могло служить к их душевной пользе, преподобный преставился в вечные обители». Тихон преставился 16 (29) июня 1503 года, в день своего ангела. «Они были нищихнищайшие», — писал списатель рукописного Жития о насельниках обители. Нищета их доходила до такой степени, что преставившегося Тихона не в чем было похоронить. Но неожиданно явившийся посланник от епископа Суздальского Нифонта привёз монашеское одеяние для усопшего и гроб, сбитый железными гвоздями.

## Творения
В Николо-Тихоновом монастыре более 400 лет хранились как реликвии предметы, вероятно, сделанные Тихоном:
- Два ковша и блюдо, по преданию, сделанные Тихоном. По словам Петра Илинского, «Эти изделия отличаются правильностью размеров и чистотою отделки, они, могли бы называться точеными, если бы это искусство было известно в то время и в тех местах».
- Особый поставец (ковчежец), имевший вид храма. На его стенках располагались клейма с иконописными изображениями праздников и других евангельских сюжетов. Поставец мог служить иконостасом в келье или дарохранительницей. Согласно Житию, это изделие было создано Тихоном и предвещало сооружение большого каменного храма в монастыре.
- Четвероевангелие, по преданию, написанное рукою Тихона — высокохудожественный памятник письменности. Археографическая комиссия датировала его XV веком. На древней иконе Тихона с изображениями жития и чудес преподобного имелась надпись: «Преподобный работаше святыя книги в той пустыни и евангелитныя книги написа». Илинский подверг Четвероевангелие тщательному исследованию. По его мнению, с большой вероятностью памятник действительно принадлежал руке Тихона. Илинский так описывает Четвероевангелие: «Письмо тщательное, с разными украшениями и заставками перед началом Евангелий, и с изображениями — картинами евангелистов. Письмо Евангелий, особенно первых из них, отличается ровностью почерка и самих букв, приближающеюся к печатным изданиям». Для сравнения Илинский замечает, что в более поздних монастырских документах «нет той красоты и изящества в начертании литер, той правильности употребления титл, прямизны строк, тщательности украшений, которые в XV столетии отличали художественность скорее рисования, нежели списания священных книг».

Судя по изученным творениям, вероятно, созданным преподобным, Тихон был высокообразованой личностью и обладал высоким художественным мастерством. Многие документы и реликвии, связанные с преподобным Тихоном, хранившиеся в обители, в советское время были утрачены.

## Чудеса, канонизация и память

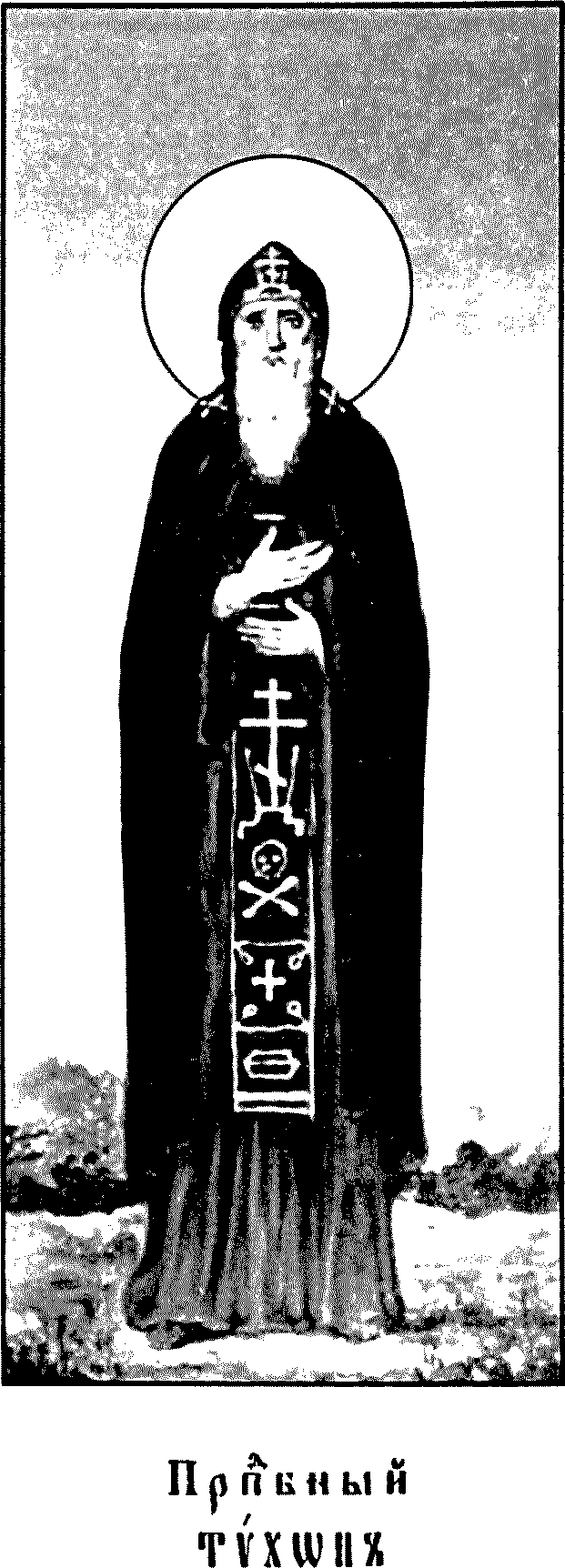
Из «Жития Святых» Димитрия Ростовского, издание 1903—1911 годов

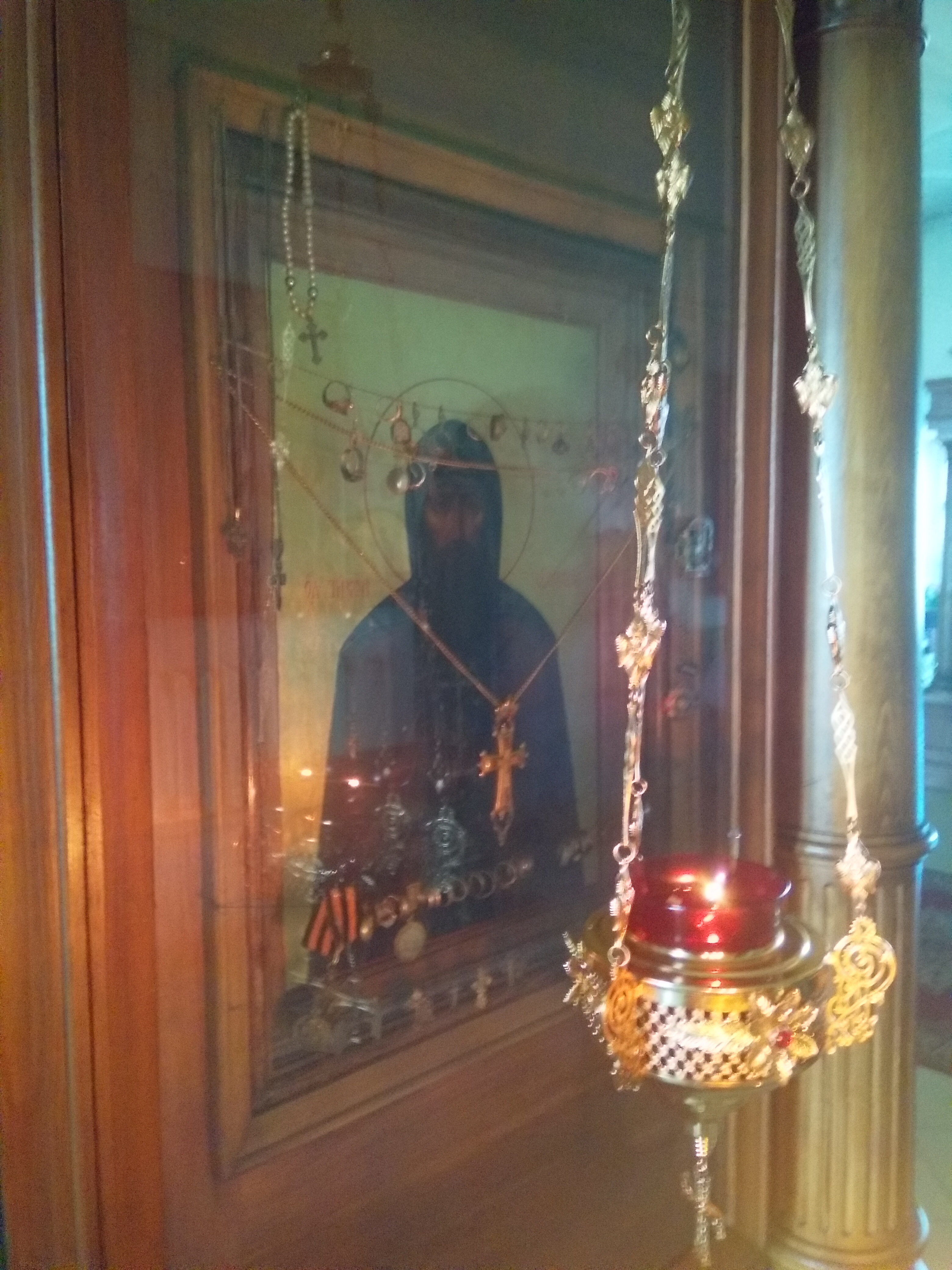
Неизрубаемая икона с подношениями, Николо-Тихонов монастырь

По словам Димитрия Ростовского, «Спустя много лет после кончины преподобного были открыты мощи его и стало совершаться от них много исцелений». Мощи преподобного были обретены нетленными при игумене Константине около 1566 года, и с этого времени начали праздновать его память. Но игумен Константин, который поставил мощи поверх земли, по преданию, был поражен слепотой. Получив прозрение, он сокрыл мощи преподобного в земле.
В 1570 году Тихон был причислен к лику святых Русской церковью. С этого времени монастырь стал называться Тихоновой пустынью. Было установлено празднование Тихонова дня: 16 (29) июня — в день его преставления и 26 июня (9 июля) — в день обретения его нетленных мощей, а также (уже в Новейшее время) 23 января (5 февраля) — в Соборе Костромских святых и 7 (20) июня — в Соборе святых Ивановской митрополии.
В 1649 году было составлено его Житие с описанием 70-ти посмертных чудес. В Житии описание посмертных чудес преподобного превышает биографический текст более чем в три раза. При этом каждую из 44 главок, повествующих о посмертных чудесах, сопровождают подробные сведения об исцелённых.
В 1839 году чудовский иеромонах Тихон с другими вкладчиками соорудили новую металлическую чеканную раку для мощей преподобного.
При Советской власти во время закрытия монастыря рака преподобного была уничтожена, мощи утрачены.
В 1931 году большое количество икон, хранившихся в монастыре, было уничтожено — изрублено топорами. Согласно преданию, когда один из безбожников попытался разрубить икону святого Тихона, топор отскакивал от образа и не мог повредить его. Безбожник бросил икону и в ужасе бежал. Верующие тайно хранили чудотворную икону и позднее, после окончании гонений на Церковь, вернули её в монастырь. Эта икона, получившая название Неизрубаемая, является главной святыней Николо-Тихонова монастыря.
В честь преподобного Тихона назван основанный им Николо-Тихонов монастырь. Был закрыт в начале 1920-х годов. Возрождён в 1995 году.
В 1996 году было принято решение о строительстве храма во имя преподобного Тихона Луховского в городе Волгореченске Костромской области. В том же году был создан приход. Главными святынями церкви являются икона Божией Матери «Помощь в родах» и привезённая со святой горы Афон икона Божией Матери «Скоропослушница» (список).
Считается, что источники, найденные и освящённые Тихоном, являются чудотворными, в их водах люди обретают помощь в душевных и сердечных болезнях. В деревне Вершинино Ивановской области находится источник, освящённый в честь преподобного Тихона.

## Исследования
На рубеже XIX и XX веков член Костромской учёной архивной комиссии Пётр Илинский провёл исследование реликвий монастыря, древних книг и документов, рукописного Жития преподобного Тихона, написанного крестьянином Подмонастырской слободы в XVII веке, старинного Четвероевангелия руки преподобного Тихона, царских грамот и монастырских синодиков, писцовых книг крестьянина Дмитрия Горенкина и подъячего Луки Мартемьянова (Подмонастырская слобода, с 1571 года). В 1898 году были изданы исследования Илинского «Луховская Тихонова пустынь», «Житие Тихона Лухского, переложенное с рукописного варианта». Несколько его докладов на эту тему было издано в журнале заседаний Костромской учёной архивной комиссии.